# Lamprophis fuscus
Espèce
Statut de conservation UICN

 LC  : Préoccupation mineure
Lamprophis fuscus est une espèce de serpents de la famille des Lamprophiidae. 

## Répartition
Cette espèce se rencontre en Afrique du Sud et dans le sud du Mozambique.

## Description
L'holotype de Lamprophis fuscus mesure 560 mm dont 100 mm pour la queue. Cette espèce a la face dorsale brune et la face ventrale jaunâtre.

## Étymologie
Son nom d'espèce, du latin fuscus, « sombre », lui a été donné en référence à sa livrée.

## Publication originale
- Boulenger, 1893 : Catalogue of the Snakes in the British Museum (Natural History), vol. 1, p. 1-448 (texte intégral).